# ريوداسيت
الريوداسيت أو الريوداسايت (بالإنجليزية: Rhyodacite)‏ هو صخر ناري بركاني، دقيق الحبيبات أوْ بورفيري يماثل صخر الجرانوديو رايت الجوفي في التركيب الكيميائي والمعدني. وعامة فهو والريولايت Dacite متوسط في تركيبه المعدني بين الداسايت ويظهر كل من الك وارتز والبلاجيوكليز والبايوتايت أَوْ،Rhyolite أساسية، وف رْشة Phenocryst الهورنبلند كمعادن بارزة البلورات أرضية دقيقة الحبيبات إلى زجاجية مكونة من فلسبار قِ لوي ومعادن سليكاتية، وهو المكافيء السطحي لكل من الجرانوديو رايت